# 소라딜레
소라딜레(Sorradile)는 이탈리아 사르데냐 오리스타노도의 코무네이다. 칼리아리에서 북쪽으로 약 100 킬로미터 (62 mi), 오리스타노에서 북동쪽으로 약 35 킬로미터 (22 mi) 떨어져 있다.
소라딜레는 다음 코무네와 접한다: 아르다울리, 비도니, 길라르차, 누게두산타비토리아, 올차이, 세딜로, 타다수니.